# Браун, Лесси
Лесси Браун (англ. Lessie Brown; 22 сентября 1904 — 8 января 2019) — американская долгожительница, с 9 мая 2018 года до момента своей смерти — старейшая живущая жительница США.

## Биография
Лесси родилась в Джорджии. Всё детство она провела на ферме. В 1921 году её родители переехали в Кливленд, Огайо. В 1925 году Браун вышла замуж. Всего в браке родилось пятеро детей. Браун овдовела в 1991 году. Трое из её детей были ещё живы на момент её 110-летия: Верлин Уилсон, Вивиан Хатчерн и Роберт Браун, вместе с 29 внуками, 34 правнуками и 24 праправнуками.
Во время своей жизни в Кливленде Браун работала в отеле и больнице. После смерти мужа Браун переехала жить к дочери Верлин. Позже они переехали в 1996 году. Браун говорила, что дважды в жизни лежала на операционном столе, но операции были не серьёзные. Посещала богослужения в баптистской Церкви Эммануила.
Браун стала старейшим живущим человеком в США после смерти Делфин Гибсон 9 мая 2018 года.

## Рекорды долголетия
- 9 мая 2018 года — стала старейшим верифицированным жителем США.
- 11 мая 2018 года — вошла в десятку старейших живущих людей планеты.
- 22 сентября 2018 года — отпраздновала 114-летие.
- 24 декабря 2018 года — вошла в число 100 старейших женщин в истории.